# Subjekt–verb–objekt-språk
Ett subjekt–verb–objekt-språk (SVO-språk) är inom lingvistiken ett språk som har en grundordföljd där subjektet (S) står först i satser, följt av (predikats-)verbet (V) och sedan objektetet (O).
Cirka 43 % av jordens språk är SVO-språk, bland dem engelska, spanska, portugisiska, de skandinaviska språken, arabiska, indonesiska och standardkinesiska. Svenska är ett SVO-språk, men kallas också för ett V2-språk eftersom verbet hamnar före subjektet i satser som börjar med adverb. Jämför ”jag ser dig” (subjekt–predikat–objekt), med ”nu ser jag dig” (adverb–predikat–subjekt–objekt).